# Carlos Octavio Alfaro
Carlos Octavio Alfaro, nacido el 27 de marzo de 1927 y fallecido el 18 de abril de 2013 en Tandil, Argentina, fue un periodista y escritor de Tandil, Argentina.
Por estar en actividad a los 80 años, es considerado el decano de los periodistas tandilenses. 
Comenzó su actividad a fines de la década de 1940 y se desempeñó en todas las áreas del periodismo, su especialidad es el periodismo deportivo. 
Ejerce su profesión en el diario Nueva Era.

## Libro
Es autor del libro Del potrero al pizarrón (100 años de fútbol en Tandil) donde relata la historia del fútbol en dicha ciudad.